# Metiltriclorosilano
El metiltriclorosilano, también conocido como triclorometilsilano, es un compuesto de organosilicio con la fórmula CH3SiCl3. Es un líquido incoloro con un olor fuerte similar al del ácido clorhídrico. Como el metiltriclorosilano es un compuesto reactivo, se utiliza principalmente como precursor para formar varios polímeros de siloxano reticulados.

## Preparación
El metiltriclorosilano resulta del proceso directo de clorometano con silicio elemental en presencia de un catalizador de cobre, generalmente a una temperatura de al menos 250 °C.
2 CH3Cl + Si → (CH3)4−nSiCln + otros productos
Si bien esta reacción es el estándar en la producción industrial de silicona y es casi idéntica a la primera síntesis directa de metiltriclorosilano, el proceso general es ineficiente con respecto al metiltriclorosilano. Aunque el dimetildiclorosilano suele ser el producto principal, si se necesita metiltriclorosilano, la cantidad de catalizador metálico se reduce.

## Reacciones

### Hidrólisis y alcohólisis
El metiltriclorosilano sufre hidrólisis, que se muestra en forma idealizada aquí:
MeSiCl3 + 3 H2O → MeSi(OH)3 + 3 HCl
El silanol es inestable y eventualmente se condensará para dar una red de polímero:
MeSi(OH)3 → MeSiO1.5 + 1.5 H2O
El metiltriclorosilano sufre alcohólisis (reacción con alcohol) para dar alcoxisilanos. El metanol lo convierte en trimetoximetilsilano:
MeSiCl3 + 3 CH3OH → MeSi(OCH3)3 + 3 HCl

### Reducción
La reducción de metiltriclorosilano con metales alcalinos forma un material altamente entrecruzado llamado poli(metilsilino):
n MeSiCl3 + 3n Na →[MeSi]n + 3n NaCl
La reacción ilustra la susceptibilidad de los haluros de silicio al acoplamiento reductor. La poli(metilsilina) es soluble en solventes orgánicos y se puede aplicar a las superficies antes de ser pirolizada para dar el material cerámico, carburo de silicio.

## Aplicaciones

### Conversión a polímeros y resinas
Uno de los usos del metiltriclorosilano es la producción de resinas de metilsilicona (polímeros altamente reticulados). Debido a la estabilidad de los polímeros reticulados resultantes de la condensación, la resina es estable a 550 °C en el vacío, lo que la convierte en un material ideal para el aislamiento eléctrico a altas temperaturas. Estas resinas se pueden usar para recubrir chips de computadora u otras partes electrónicas, ya que repelen el agua y brindan aislamiento térmico.

### Tratamientos superficiales
El vapor de metiltriclorosilano reacciona con el agua en las superficies para dar una capa delgada de metilpolisiloxano, que cambia el ángulo de contacto de la superficie con el agua. Este efecto surge debido a la capa orientada de grupos metilo, que forman una película repelente al agua. El papel de filtro tratado con metiltriclorosilano permite el paso de los disolventes orgánicos, pero no del agua. Otro beneficio de estas películas repelentes al agua es que los polímeros formados son estables: una de las únicas formas de eliminar la película de siloxano es con un ácido lo suficientemente fuerte como para disolver la silicona.

### Reactivo en síntesis orgánica
Se puede usar una combinación de metiltriclorosilano y yoduro de sodio para romper los enlaces carbono-oxígeno, como los éteres metílicos.
R'OR + MeSiCl3 + NaI + H2O → R'OH + RI + MeSiCl2(OH) + NaCl
Los ésteres y las lactonas también se pueden escindir con metiltriclorosilano y yoduro de sodio para dar los ácidos carboxílicos correspondientes. Los acetales se convierten en compuestos carbonílicos. Por lo tanto, el metiltriclorosilano se puede usar para eliminar los grupos protectores de acetal de los compuestos de carbonilo en condiciones suaves.
RR'C(OMe)2 + MeSiCl3 + NaI → RR'CO + 2 MeI + MeSiCl2(OMe) + NaCl
El metiltriclorosilano y el yoduro de sodio se pueden utilizar como medio para convertir alcoholes en sus correspondientes yoduros; sin embargo, esta reacción no funciona tan bien con alcoholes primarios.
ROH + MeSiCl3 + NaI   →   RI + MeSiCl2(OH) + NaCl

### Epitaxia de carburo de silicio
El metiltriclorosilano se utiliza como reactivo en la epitaxia de carburo de silicio para introducir cloruro en la fase gaseosa. El cloruro se usa para reducir la tendencia del silicio a reaccionar en la fase gaseosa y, por lo tanto, para aumentar la tasa de crecimiento del proceso. El metiltriclorosilano es una alternativa al gas HCl o al triclorosilano